# Emily Oster
Emily Fair Oster (New Haven, 14 febbraio 1980) è un'economista e scrittrice statunitense, professoressa di economia e affari internazionali e pubblici alla JJE Goldman Sachs University presso la Brown University, dove insegna dal 2015.
I suoi interessi di ricerca spaziano dall'economia dello sviluppo e dall'economia della salute alla progettazione della ricerca e alla metodologia sperimentale. La sua ricerca ha ricevuto visibilità tra i non economisti attraverso il Wall Street Journal, il libro SuperFreakonomics e il suo TED Talk del 2007 
Oster è l'autrice di tre libri, Expecting Better, The Family Firm  e Cribsheet, che affrontano un approccio basato sui dati al processo decisionale in gravidanza e genitorialità.

## Biografia
Emily Fair Oster, nata nel febbraio 1980 a New Haven, è figlia degli economisti Sharon Oster e Ray Fair. Quando aveva due anni, i genitori di Oster notarono che parlava da sola nella sua culla dopo che loro avevano lasciato la stanza. Misero allora un registratore nella stanza per scoprire cosa stava dicendo e hanno passato i nastri a un linguista e psicologo di cui erano amici. L'analisi del discorso di Oster mostrò che il suo linguaggio era molto più complesso quando era sola rispetto a quando interagiva con gli adulti. Ciò la portò a essere oggetto di una serie di articoli accademici che furono pubblicati collettivamente come compendio nel 1989 intitolati Narratives from the Crib. Il libro è stato ristampato nel 2006 con una prefazione di Oster. Emily Oster si è diplomata alla Choate Rosemary Hall nel 1998.

## Carriera
Dopo aver conseguito una laurea e un dottorato di ricerca in economia ad Harvard rispettivamente nel 2002 e nel 2006, Oster ha insegnato alla Booth School of Business dell'Università di Chicago. Successivamente si è trasferita alla Brown University, dove è professoressa di economia.
La ricerca di Oster si concentra generalmente sull'economia dello sviluppo e sulla salute. Nel 2005, Oster ha pubblicato una tesi per il suo dottorato in economia nell’Università di Harvard, in cui ha suggerito che il rapporto insolitamente alto tra uomini e donne in Cina era in parte dovuto agli effetti del virus dell’epatite B. "L'epatite B e il caso delle donne scomparse"," ha messo in rilievo i risultati che suggerivano come le aree con alti tassi di epatite B tendessero ad avere rapporti di natalità maschi-femmine più elevati. Oster sosteneva che il fatto che l'epatite B potesse indurre una donna a concepire figli maschi più spesso di quelli femminili, rappresentava la maggior parte delle "donne scomparse". Nel saggio di Amartya Sen del 1990, "Più di 100 milioni di donne scomparse", Oster ha osservato che l'uso del vaccino contro l'epatite B nel 1982 ha portato a un forte calo del rapporto di natalità tra maschi e femmine.  Il saggio di Sen aveva attribuito le "donne scomparse" alla discriminazione sociale contro le ragazze e le donne sotto forma di assegnazione di risorse sanitarie, educative e alimentari.  Nell'aprile 2008, Oster ha pubblicato un documento di lavoro, "L'epatite B non spiega i rapporti sessuali di parte maschile in Cina", in cui ha valutato nuovi dati, che hanno dimostrato che la sua ricerca originale non era corretta. L'autore di Freakonomics, Steven Levitt, ha visto questo episodio come un segno di integrità.
In un TED Talk del 2007, Oster ha discusso della diffusione dell’HIV in Africa, applicando un’analisi costi-benefici alla questione del perché gli uomini africani siano stati lenti a cambiare il loro comportamento sessuale.
Il lavoro di Oster sulla televisione e sull'emancipazione femminile in India è stato presentato nel secondo libro di Steve Levitt, SuperFreakonomics.

## Libri
Nel suo libro Expecting Better, pubblicato nel 2013, Oster critica i costumi, i tabù e i costumi convenzionali della gravidanza. Discute i dati alla base delle pratiche comuni di gravidanza e sostiene che molte di esse sono fuorvianti. Una versione riveduta e aggiornata è uscita nel 2021.
Nel libro, Oster si oppone alla regola generale di evitare il consumo di alcol durante la gravidanza, sostenendo che non ci sono prove che livelli (bassi) di consumo di alcol da parte delle donne incinte incidano negativamente sui loro figli.  Questa affermazione, tuttavia, ha attirato critiche da parte dell'Organizzazione nazionale sulla sindrome alcolica fetale  e da altri.
Il suo secondo libro, Cribsheet, è stato pubblicato nell'aprile 2019 ed è stato un best seller del New York Times. Valuta e rivede la ricerca su una varietà di argomenti genitoriali relativi a neonati e bambini piccoli, tra cui l'allattamento al seno, le linee guida per un sonno sicuro, l'allenamento del sonno e l'uso del vasino. 

Il suo terzo libro, The Family Firm: A Data-Driven Guide to Better Decision Making in the Early School Years, è dedicato ai bambini in età scolare. Una recensione discute la relazione tra il suo approccio genitoriale e idee genitoriali più permissive risalenti all'era pre-Reagan.

## La COVID-19 e le scuole
Oster è stata un sostenitrice dell'apertura delle scuole durante l'epidemia di coronavirus, guidando un progetto per raccogliere dati sulla diffusione del coronavirus nelle scuole  e apparendo spesso nei media discutendo del motivo per cui le scuole dovrebbero restare aperte. All'inizio di ottobre 2020, ha scritto un articolo molto citato su The Atlantic intitolato "Le scuole non sono super-diffusori" che ha ispirato numerosi articoli.  La segretaria all'Istruzione Betsy DeVos e il "Centers for Disease Control and Prevention" (CDC) hanno citato il lavoro di Oster come motivo per aprire le scuole durante la pandemia.  Nell'agosto 2020, Oster ha redatto un rapporto che raccoglie informazioni sulla diffusione della COVID-19 nelle scuole. I critici di Oster hanno affermato che presentava problemi metodologici che secondo loro ne minano l'utilità.
Nel settembre 2021, Oster ha lanciato il Covid-19 School Data Hub che include informazioni sullo stato virtuale e di persona delle scuole in 31 stati. Secondo il New York Times, il data hub è “uno degli sforzi più completi mai realizzati per documentare il modo in cui hanno funzionato le scuole durante la pandemia”.
Il 31 ottobre 2022, The Atlantic ha pubblicato un articolo d'opinione scritto da Oster in cui chiedeva "l'amnistia" a seguito della pandemia di COVID-19, citando la "tremenda incertezza" su argomenti come il virus, le maschere per il viso, il distanziamento sociale, i vaccini anti-COVID-19.

## Vita privata
Nel giugno 2006 ha sposato Jesse Shapiro, anche lui economista. Hanno due figli.